# Мусохраново
Мусохра́ново (рос. Мусохраново) — селище у складі Ленінськ-Кузнецького округу Кемеровської області, Росія.
Стара назва — Мусохрановський.

## Географія
Розташоване на лівому березі Касьми за 26 км на захід від Ленінськ-Кузнецького та за 73 км на південний-захід від міста Кемерово. Висота над рівнем моря — 180—190 м. Є міст через річку у східній околиці селища (на правому березі трохи нижче мосту розташоване присілок Соколовка).
До селища веде під'їзна дорога до автодороги Новосибірськ — Ленінськ-Кузнецький. Від селища на північ відходить тупикова дорога до селища Орловський.

## Історія
Населений пункт заснований на початку XVIII століття селянами-переселенцями з європейської частини Мусохрановими, за прізвищами яких і названий.
Станом на 1859 рік село Мусохраново відносилося до Кузнецького округу Томської губернії, мало населення 202 особи (91 чоловік, 111 жінок) на 37 дворах
До 1917 року село входило до складу Касьминської волості Кузнецького повіту Томської губернії. Церкви в Мусохраново не було, село відносилося до Брюхановської парафії, а після будівництва в 1911 році церкви в селі Шабаново — до Шабановської парафії 13-го благочиння Томської єпархії.
За розповідями місцевих жителів, до революції в селищі все ж була церква, але з приходом радянської влади храм зруйнували, а священника вбили і закопали разом з хрестом, зірваним з головного купола храму.
У радянський час селище носило назву Мусохрановський. До 2004 року було адміністративним центром нині скасованої Мусохрановської сільради.

## Населення
Населення — 505 осіб (2010; 665 у 2002).
Національний склад (станом на 2002 рік):
- росіяни — 95 %

## Вулиці
- Молодіжна
- Новоселів
- Північна
- Радянська[8]